# Tontelea attenuata
Tontelea attenuata là một loài thực vật có hoa trong họ Dây gối. Loài này được Miers miêu tả khoa học đầu tiên năm 1872.